# Ronald Lacey
Ronald Lacey foi um ator Inglês que ficou conhecido por interpretar Arnold Toht, agente nazista no filme "Os Caçadores da Arca Perdida", um dos inimigos de Indiana Jones. Também fez outros filmes como Guerreiros de Fogo e Raposa de Fogo. Foi casado duas vezes e teve quatro filhos, morreu em 1991 vítima de câncer de fígado.

## Filmografia

### Filmes
- The Boys (1962) como Billy Herne
- Doctor in Distress (1963) como Café Customer (não creditado)
- Of Human Bondage (1964) como "Matty" Mathews
- The Comedy Man (1964) como First Assistant Director (não creditado)
- Catch Us If You Can (1965) como Yeano (beatnik)
- The White Bus (1967)
- The Fearless Vampire Killers (1967) como Village Idiot
- How I Won the War (1967) como Spool
- Take a Girl Like You (1969) como Graham
- Otley (1969) como Curtis
- Tintin and the Temple of the Sun (1970) como Thompson (não creditado)
- Say Hello to Yesterday (1971) como Car Park Attendant (não creditado)
- Macbeth (1971) como Macbeths man – killed Banquo (não creditado)
- Crucible of Terror (1971) como Michael Clare
- Disciple of Death (1972) como Parson
- Gawain and the Green Knight (1973) como Oswald
- The Final Programme (1973) como Shades
- Mister Quilp (1975) como Harris
- The Likely Lads (1976) como Ernie
- Charleston (1977) como Frankie
- Zulu Dawn (1979) como Norris Newman
- Nijinsky (1980) como Léon Bakst
- Raiders of the Lost Ark (1981) como Major Arnold Ernst Toht
- Firefox (1982) como Dr. Maxim Ilyich Semelovsky
- Invitation to the Wedding (1983) como Clara / Charles Eatwell
- Trenchcoat (1983) como Princess Aida
- Yellowbeard (1983) como Man with Parrot
- Sahara (1983) como Beg
- Making the Grade (1984) como Nicky
- Sword of the Valiant (1984) como Oswald
- The Adventures of Buckaroo Banzai Across the 8th Dimension (1984) como Presidente Widmark
- The Bengal Lancers! (1984)
- Tangiers (1985) como Wedderburn
- Flesh + Blood (1985) como Cardinal
- Red Sonja (1985) como Ikol
- Minder on the Orient Express (1985) como Harry Ridler
- Aces Go Places 4 (1986) como Leader of the Villains
- Sky Bandits (1986) como Fritz
- Lone Runner (1986) como Misha
- Into the Darkness (1986) como Stewart Andrew Golding
- Jailbird Rock (1988) como Warden Bauman
- Manifesto (1988) como Conductor
- Dawn of an Evil Millennium (1988)
- Indiana Jones and the Last Crusade (1989) como Heinrich Himmler (não creditado)
- Valmont (1989) como José
- Stalingrad (1989) como Winston Churchill
- The Assassinator (1992) como Stewart
- Landslide (1992) como Fred Donner
- Angely smerti (1993) (final film role)

### TV
- Deadline Midnight (1960) como Jensen
- A Chance of Thunder (1961) como Johnny Travers
- The Likely Lads (1964) como Ernie
- Day Out for Lucy (1965)
- Barnaby Spoot and the Exploding Whoopee Cushion (1965) como Justin Fribble
- Fable (1965) como Len
- Gideon's Way (1965) como Jerry Blake
- Who's a Good Boy Then? (1966) como Billy Oates
- Boa Constrictor (1967) como Frankie Three
- Great Expectations (1967) como Orlick
- The Avengers (1967), as "Strange Young Man" in the episode "The Joker"
- The Avengers (1968), as "Humbert" (parody of Peter Lorre) in the episode "Legacy of Death"
- Theatre 625 – "Mille miglia" (1968), "The Burning Bush" (1967), "Firebrand" (1967), "The Nutter" (1965)
- Game, Set and Match (1968)
- Civilisation – Episode 6: Protest and Communication – Grave Digger
- It Wasn't Me (1969) como George
- Randall and Hopkirk (Deceased) (1969)
- Target Generation (1969) como Joe Manx
- These Men Are Dangerous (1969)
- The Adventures of Don Quick (1970) como Sergeant Sam Czopanser
- The Vessel of Wrath (1970) como Controleur
- Catweazle (1970) como Tearful Ted
- Jason King (1971–1972) como Ryland

" The Protectors (1972) (1 episode, King Con) como Cribbe
- Last of the Summer Wine (1973) como Walter
- The Adventures of Don Quixote (1973) como Monk
- Whatever Happened to the Likely Lads? (1973) como Ernie
- The Fight Against Slavery (1975) como Charles James Fox
- The Sweeney Thou Shalt Not Kill! (1975) como Barry Monk
- Thriller Episode: The Next Victim (1976) como Bartlett
- Our Mutual Friend (1976) como Mr. Venus
- The New Avengers (1976) como Hong Kong Harry
- A Story to Frighten the Children (1976) como Lang
- The Duchess of Duke Street Episode 9; 10-1976; Mr Shephard
- Porridge (1977) como Harris
- All Creatures Great and Small "The Last Furlong" (1978) como Stewie Brannon
- Dylan (1978 TV play) como Dylan Thomas
- The Mayor of Casterbridge (1978) (mini series) como Jopp
- Blakes 7 (1 episode, "Killer" 1979) como Tynus
- Tropic (1979) (series) como Geoffrey Turvey
- Tiny Revolutions (1981)
- P.O.S.H (1982) como Mr. Vicarage
- Hart to Hart (1983) "Hostage Harts"
- The Hound of the Baskervilles (1983) como Inspetor Lestrade
- The Rothko Conspiracy (1983)
- Magnum, P.I. (1984) como Archer Hayes
- Connie (1985) como Crawder
- Minder on the Orient Express (1985) como Harry Ridler
- Blackadder II (1985) como The Bishop of Bath and Wells
- The Sign of Four (1987) como Thaddeus Sholto/Bartholomew Sholto
- The Great Escape II: The Untold Story (1988) como Winston Churchill
- The Nightmare Years (1989) como Emil Luger
- Face to Face (1990) como Dr. Brinkman
- The Strauss Dynasty (1991) como Bauer